# Transpirabilidad
La transpirabilidad se define como la capacidad que tiene un material textil de que el vapor de agua lo atraviese.
El cuerpo humano en reposo produce unos 0,75 L (2.500 g/m², 24 h) de agua al día en forma de vapor. Los fabricantes expresan la transpirabilidad del tejido en 'g/m² 24 h'.
Una prenda sucia reduce su transpirablidad.
El intervalo de elección puede ser entre 2.500 - 8.000 g/m² de transpirabilidad.
La medida se define en la norma ISO 11092.